# 13. světové skautské jamboree
13. světové skautské jamboree (第13回世界スカウトジャンボリー: dai-jūsan-kai sekai sukauto jamborii) se uskutečnilo ve dnech 2. až 10. srpna 1971 v Japonsku na západní straně hory Fudži ve městě Fudžinomija (přibližně 80 mil jihozápadně od Tokia). Zúčastnilo se jej 23 758 skautů z 87 zemí světa.
Tábořiště Jamboree bylo od jihu dostupné Japonskou národní silnicí 139 a silnicí z Fudžinomija. Přijíždějící skauti byli na místo konání z mezinárodního letiště Haneda v Tokiu přepravováni autokary. Samotné tábořiště pokrývalo oblast travnatých písčin o rozloze asi 4 km2, mírně se svažující od východu k západu. Uprostřed areálu bylo Ředitelství tábora (Subcamp #11 Chūō). Zdravotnická zařízení na Jamboree provozovala armáda a letectvo Spojených států.
V úvodních dnech jamboree skauti hráli „velkou hru“, v níž každý skaut obdržel znak hiragana na barevné kartě, která se nosila kolem krku; žádné dvě karty s týmž znakem nemohly mít stejnou barvu. Při signálu se skauti rozběhli po tábořišti a hledali protějšky se stejným znakem, což mělo ilustrovat téma tohoto ročníku jamboree: „For Understanding“ (Pro porozumění).
Jamboree bylo přerušeno tajfunem Olive a 16 000 účastníků bylo evakuováno do přístřešků po dobu 48 hodin.